# Mithali Raj
Pour les articles homonymes, voir Raj.
Mithali Dorai Raj, née le 3 décembre 1982, est une ancienne joueuse de cricket indienne et capitaine de l'équipe nationale féminine de cricket de l'Inde de 2004 à 2022,. Elle est la meilleure buteuse du cricket international féminin et ESPN la classe comme l'une des plus grandes joueuses de cricket de tous les temps. Raj reçoit plusieurs prix nationaux et internationaux, dont le Wisden Leading Woman Cricketer in the World (en) en 2017, le prix Arjuna en 2003, le Padma Shri en 2015 et le major Dhyan Chand Khel Ratna en 2021.
Raj détient de nombreux records de cricket internationaux. Elle est la seule joueuse de cricket à dépasser la barre des 7 000 points lors des matchs Women's One Day International (en) (WODI),. Elle est aussi la première joueuse à marquer sept 50 consécutifs en ODI et détient également le record de la plupart des demi-siècles en WODI.
En 2005, Mithali Raj devient la capitaine permanente de l'Inde. Elle est la seule joueuse à avoir été capitaine de l'Inde dans plus d'une finale de Coupe du monde ICC ODI, ce qui est le cas à deux reprises en 2005 et en 2017,.
En juin 2018, lors de la Coupe d'Asie féminine Twenty20 2018, elle devient la première joueuse indienne à marquer 2 000 points dans les T20I. Elle devient également la première joueuse de cricket à atteindre 2000 courses WT20I,.
Le 1er février 2019, lors de la série indienne contre les Néo-zélandaises, Mithali Raj devient la première femme à disputer 200 matchs ODI. En septembre, elle annonce sa retraite des T20I pour se concentrer sur le cricket ODI. La même année, elle devient la première femme à compléter 20 ans de cricket international.
En juillet 2021, Raj bat le record de Charlotte Edwards (en) de 10 273 points pour devenir la joueuse avec le plus de points dans le cricket international féminin,.
Le 8 juin 2022, Raj annonce sa retraite de tous les formats de cricket international.

## Jeunesse
Mithali Raj est née le 3 décembre 1982 à Jodhpur, Rajasthan. Sa mère est Leela Raj et son père, Dorai Raj, est adjudant dans l'armée de l'air indienne. Elle vit à Hyderabad, Telangana,.
Raj commence à jouer au cricket à l'âge de dix ans. Elle est diplômée du lycée pour filles Keyes à Hyderabad et du Kasturba Gandhi College (en) pour femmes à Secunderabad. Elle reçoit un entraînement de cricket à l'école primaire aux côtés de son frère aîné,.

## Carrière nationale
Raj joue pour Air India aux côtés de Purnima Rau, Anjum Chopra et Anju Jain, avant de rejoindre Railways pour le championnat national. Elle joue ensuite pour les Supernovas et Velocity dans le Women's T20 Challenge.

## Carrière internationale
Raj joue aux trois formats de cricket indiens : Test, ODI et T20. Elle est nommée parmi les probables membres de l'équipe pour la Coupe du monde de cricket féminin 1997 à l'âge de quatorze ans, mais elle n'est finalement pas sélectionnée. Elle fait ses débuts en ODI en 1999 contre l'Irlande à Milton Keynes, au Royaume-Uni, et marque 114 points sans défaite. Elle fait ses débuts en Test lors de la saison 2001-02 contre l'Afrique du Sud à Lucknow, Uttar Pradesh, Inde.
Le 17 août 2002, à l'âge de 19 ans, elle bat le record du monde de Karen Rolton (en) du meilleur score individuel de 209* lors de son troisième test, marquant un nouveau record de 214 contre l'Angleterre lors du deuxième et dernier test à County Ground, Taunton, Royaume-Uni,. Le record est dépassé par Kiran Baluch (en) du Pakistan, qui marque 242 contre les Antilles en mars 2004.
En Afrique du Sud en 2005, Raj mène l'Inde à sa première finale lors de la Coupe du monde de cricket féminin, où elle perd contre l'Australie.
En août 2006, elle mène son équipe à sa toute première victoire en Test et en série en Angleterre et conclut l'année en défendant avec succès la Coupe d'Asie sans perdre un seul match.
En février 2017, elle devient la deuxième joueuse à marquer 5 500 points en ODI. Raj est la première joueuse à être capitaine du plus grand nombre de matches pour l'Inde en ODI et T20I. En juillet, elle devient la première joueuse à marquer 6 000 points dans les WODI. Elle mène l'équipe indienne à la finale de la Coupe du monde de cricket féminin, où l'équipe perd contre l'Angleterre de neuf points,. En décembre, l'équipe indienne est nommée équipe féminine ODI de l'année ICC,.
En octobre 2018, elle joue dans l'équipe indienne pour le tournoi ICC Women's World Twenty20 2018 aux Antilles,.
Raj prend sa retraite du cricket T20I en septembre 2019, déclarant dans un communiqué de presse de la BCCI : « Après avoir représenté l'Inde aux internationaux T20 depuis 2006, je souhaite me retirer des T20I pour concentrer mes énergies sur ma préparation pour la Coupe du monde d'une journée 2021 »,.
En novembre 2020, Raj est nommée pour le trophée Rachael Heyhoe Flint (en) de la joueuse de cricket ICC de la décennie et pour le prix de la joueuse de cricket ODI féminine de la décennie,.
En mai 2021, elle est nommée capitaine de l'équipe indienne de Test pour son match unique contre l'équipe féminine de cricket d'Angleterre. En janvier 2022, elle est nommée capitaine de l'équipe indienne pour la Coupe du monde de cricket féminin 2022 en Nouvelle-Zélande.
Le 8 juin 2022, Raj annonce sa retraite de tous les formats de cricket international.

## Carrière d'entraîneuse
Raj est la consultante au bâton pour l'équipe nationale féminine de cricket de l'Inde et joue en tant que joueuse-entraîneuse.

## Enregistrements
- Raj est surnommée "Lady Tendulkar du cricket féminin indien", car elle est actuellement la meilleure buteuse de tous les temps pour l'Inde dans tous les formats, y compris les tests, les ODI et les T20I[40].
- Lors de la Coupe du monde de cricket féminin 2017, Raj marque son septième demi-siècle consécutif et décroche le record de la cinquantaine consécutive par une joueuse[41],[42].
- Raj est la première joueuse de cricket indienne et la cinquième femme à marquer plus de 1 000 runs en Coupe du monde[43].

Mithali Raj est impliquée dans une controverse avec la direction du cricket en raison de son attitude envers le jeu lors de l'ICC Women's World Twenty20 2018. Dans une lettre adressée à la BCCI, elle accuse l'entraîneur Ramesh Powar et Diana Edulji (en), membre du COA de la BCCI, de partialité et de l'avoir humiliée en ne l'incluant pas dans les demi-finales de la Coupe du monde T20. Powar, à son tour, critique Raj pour avoir menacé de se retirer du cricket lorsqu'on lui a demandé de minimiser l'ordre des frappeurs. Il accuse en outre Raj de « faire chanter et faire pression sur les entraîneurs » et d’avoir provoqué la division au sein de l’équipe lors du World T20 récemment conclu. Il ajoute : « Bien qu'elle soit une joueuse senior de l'équipe, elle apporte un minimum de contribution aux réunions d'équipe. Elle ne pouvait pas comprendre et s'adapter au plan de l'équipe. Elle a ignoré son rôle et s'est battue pour atteindre ses propres objectifs. mettre une pression supplémentaire sur les autres frappeurs ». L'entraîneur Powar critique également les 50 de Raj contre l'Irlande dans le même tournoi, dans lequel elle finit par jouer 25 balles à points.
Sa relation avec le capitaine de l'équipe T20, Harmanpreet Kaur, est tendue. Cependant, après la reconduction de Ramesh Powar en tant qu'entraîneur-chef de l'équipe féminine indienne de cricket en mai 2021, les deux se réconcilient.

## Récompenses

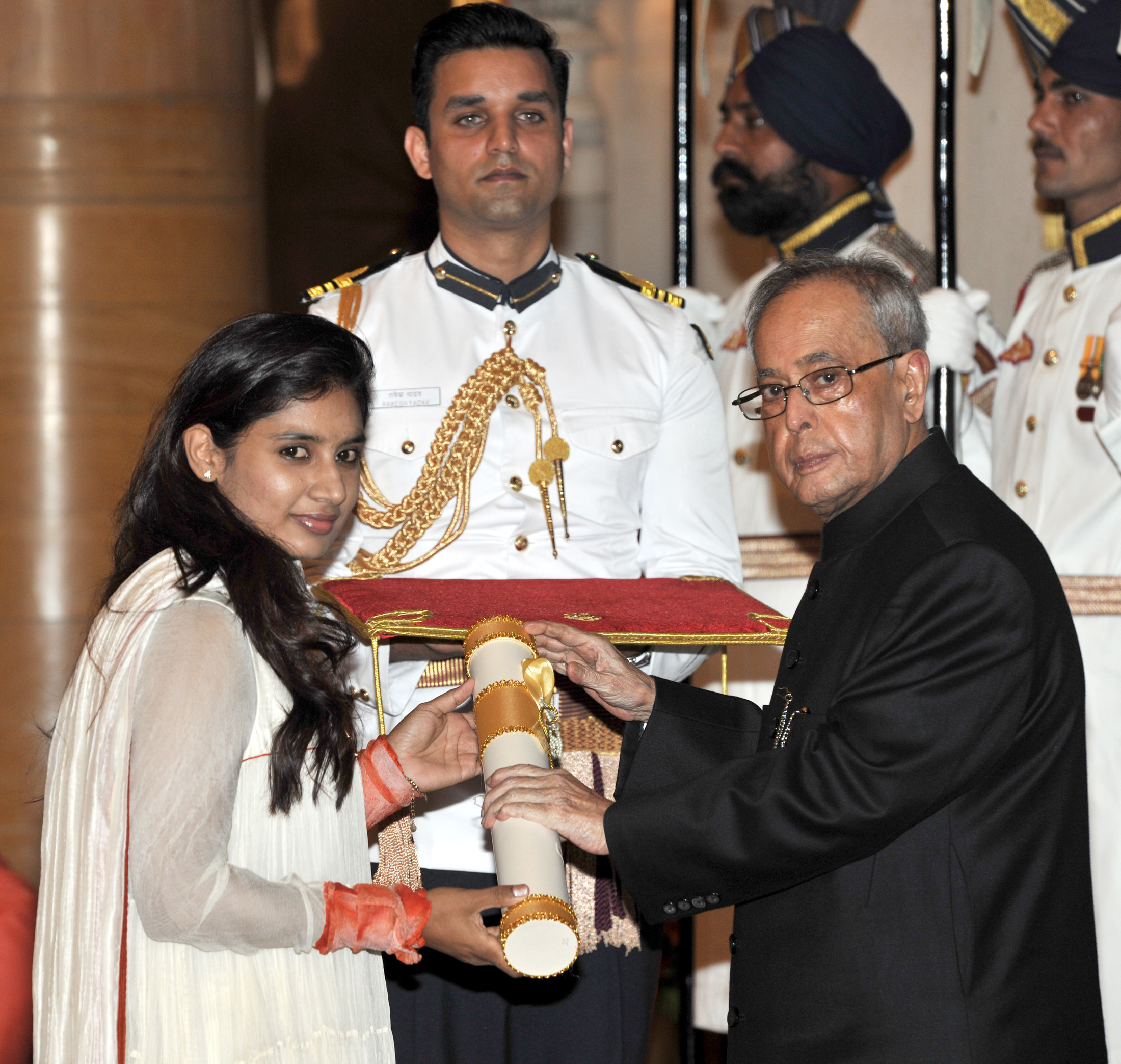
Le président Shri Pranab Mukherjee remet le Padma Shri à Mithali Raj, New Delhi, 8 avril 2015

| Année | Prix                                                 | Remarques                                            |
| ----- | ---------------------------------------------------- | ---------------------------------------------------- |
| 2003  | Prix Arjuna                                          |                                                      |
| 2015  | Padma Shri                                           | La quatrième plus haute distinction civile de l'Inde |
| 2017  | Prix d'icône d'excellence du sport pour les jeunes.! | Au Conclave Radiant Wellness, Madras                 |
| 2017  | Sportif Vogue de l'année                             | Au 10e anniversaire de Vogue                         |
| 2017  | 100 Women                                            |                                                      |
| 2021  | Prix Khel Ratna                                      | La plus haute distinction sportive de l'Inde         |

### Dans la culture populaire
Après la Coupe du monde de cricket féminin 2017, Viacom 18 Motion Pictures acquis les droits de réalisation d'un long métrage sur la vie de Raj. Elle déclare : « En espérant que ce film incitera davantage de gens, en particulier de jeunes filles, à se lancer dans une carrière sportive ».
Le tournage devait démarrer en 2019. Raj déclare : « Je pense que Priyanka Chopra sera un excellent choix [pour me jouer dans le biopic]. Nos personnalités se correspondent beaucoup. Je ne suis pas une cinéphile, donc j'aimerais que les experts fassent leur travail ». Cependant, finalement Taapsee Pannu est choisi pour jouer le rôle de Mithali Raj dans le biopic intitulé Shabaash Mithu (en) qui devait être réalisé par Rahul Dholakia mais le tournage est retardé en raison du COVID-19. En juin 2021, Srijit Mukherji remplace Dholakia en tant que directeur,. Le film sort finalement le 15 juillet 2022 mais est un échec cinématographique, ne rapportant que 2,88 crores de roupies sur un budget de 30,0 crores,.